# Elles Voskes
Elles Voskes (* 3. August 1964 in Amsterdam) ist eine ehemalige niederländische Schwimmerin. Sie gewann je eine Silbermedaille bei Olympischen Spielen und bei Europameisterschaften.

## Sportliche Karriere
Bei den Europameisterschaften 1983 in Rom siegte die Freistilstaffel aus der DDR. Dahinter gewannen Annemarie Verstappen, Wilma van Velsen, Elles Voskes und Conny van Bentum die Silbermedaille vor der Staffel aus der BRD.
Im Jahr darauf bei den Olympischen Spielen 1984 in Los Angeles qualifizierte sich die niederländische Freistilstaffel mit Annemarie Verstappen, Elles Voskes, Desi Reijers und Wilma van Velsen mit der drittbesten Zeit für das Finale hinter den Staffeln aus den USA und der der BRD. Im Finale siegte die Staffel aus den USA mit einer Sekunde Vorsprung auf Verstappen, Voskes, Reijers und Conny van Bentum, die wiederum eine Sekunde Vorsprung auf die Staffel aus der BRD hatten.